# Staffora
La Staffora est torrent de la Lombardie s’étendant dans la vallée du même nom et qui traverse en longueur toute la zone  de l'Oltrepò pavese en Province de Pavie.

## Parcours
La Staffora naît de la fontaine de S. Giacomo (1 343 m), près du col du Giovà, sur l'Apennin ligure s’écoulant en premier dans un étroit sillon d’érosion Apennin composé de bords très instables et friables.
Sur ce tronçon, il reçoit de droite les modestes torrents Montagnola et Aronchio, élargissant près du hameau de San Martino son propre lit en une vaste zone alluvionnaire pouvant atteindre les 500 m.
De là, il traverse Varzi, cité située dans une cuvette, puis baigne les centres de Molino del Conte, Ponte Nizza et Biagasco, et reçoit ensuite divers affluents : de droite les torrents Crenna et Nizza, de gauche le torrent Lella.
Près de Bagnaria, le torrent tourne vers nord-ouest pour, près de Godiasco, recevoir de droite le torrent Ardivestra, son affluent majeur.
De là il baigne les centre de Salice Terme, Rivanazzano Terme et Retorbido, où il reçoit les eaux du torrent Rile, débouchant enfin dans la plaine du Pô en effleurant la périphérie de la cité de Voghera  en se confondant dans un canal quasi rectiligne.
Après quelques kilomètres il rejoint la droite du fleuve Pô près de la cité de Cervesina.

## Régime hydrologique
Le régime de la Staffora est typiquement torrentiel : sur le tronçon de montagne et de colline, son lit est large et gravillonné avec des eaux pérennes mais peu abondantes (débit mini 0,7 m3/s).
Au contraire, dans son parcours en aval de Rivanazzano, le torrent peut se trouver à sec pendant les mois d’été.
En automne, en cas de fortes pluies en amont, le torrent est sujet à des crues subites entraînant dans la vallée une grosse quantité de sédiments. Ces crues soudaines peuvent être catastrophiques et atteindre un débit maxi de 675 m3/s.

## Histoire
Le torrent était dénommé Iria (Ira selon Jordanès) par les Romains (selon certains correspondrait plutôt à la Scrivia). Il est pourtant indéniable que le nom de Voghera, cité traversée par le fleuve, soit dérivé de Vicus Iria. L'étymologie du nom Stàffora, ou "Stàfula", venant du parler lombard "Staffel", réfère premièrement à une localité sur son cours (cascina Stàffela, près de Voghera).
Sur ses rives fut tué l’empereur romain Majorien.

## Sources
- (it) Cet article est partiellement ou en totalité issu de l’article de Wikipédia en italien intitulé « Staffora » (voir la liste des auteurs).